# 南京出版社
32°03′33″N 118°48′25″E / 32.05916°N 118.80691°E
南京出版社（Nanjing Publishing House），是位于中华人民共和国江苏省南京市的一个出版社，位于南京市玄武区太平门街53号金陵书苑。

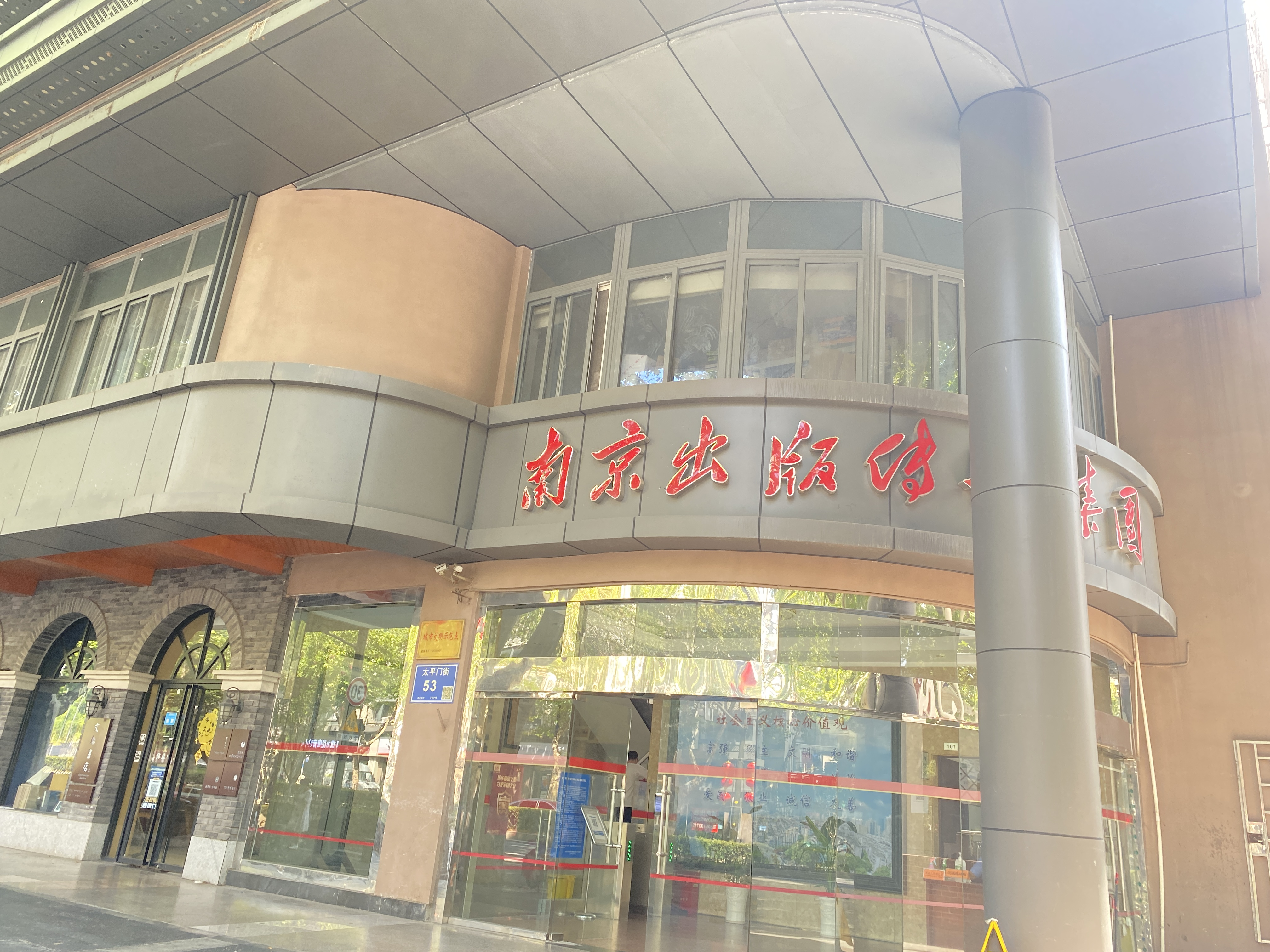
南京出版社建物一景

## 沿革
1988年10月，南京出版社成立，隶属于南京市新闻出版局，原位于南京市湖南路8号。其出书范围包括有南京党政机关的宣传方针、政策的读物和时事宣传读物；作为计划单列市所需要的经济、科技和对外宣传的图书；南京地区作家创作的文艺图书等。2001年，其出版的《文明城市论》获江苏省第八届优秀图书奖二等奖。截止2007年，南京出版社出版图书289种。
2013年及2018年，该社榮獲江蘇省新聞出版政府獎之先進新聞出版單位獎。2015年，该社獲江蘇省新聞政府廣電局授予的“全民閱讀先進單位”称号。